# Ronny Bruckner
Ronny Bruckner (eigentlich Jaron Bruckner; * 31. März 1957 in Brüssel; † 4. August 2013) war ein belgischer Unternehmer.

## Karriere
Ronny Bruckner stieg ins Berufsleben im Alter von 20 Jahren als Direktor des Unternehmens Zidav ein, das sich auf den Handel mit Rumänien, Polen und Ex-Jugoslawien spezialisiert hatte.
1981 gründete er eine Unternehmensgruppe, die heute unter dem Namen Eastbridge bekannt ist, und wurde Vorstandsvorsitzender. Eastbridge ist ein luxemburgisches Privatunternehmen mit mehr als 40 Tochtergesellschaften in Europa und den USA und mehr als 10.000 Mitarbeitern. Das Unternehmen ist einerseits auf den Immobilienmarkt spezialisiert (die Gruppe ist vor allem zu 25 % an dem Unternehmen Immobel SA beteiligt, ein Bauträger, der seit September 2010 an der Euronext notiert ist), andererseits auf Freizeit, Medien, Mode und Privatschulen.
1994 übernahm Ronny Bruckner zusammen mit Eastbridge das Unternehmen Empik, eine polnische Ladenkette auf dem Multimedia-Markt, die sich mit der FNAC in Frankreich vergleichen lässt und im Mai 2009 134 Geschäfte in Polen und 23 Geschäfte in der Ukraine zählte.
Im März 2011 wurde Ronny Bruckner als nicht-exekutives Mitglied für einen Zeitraum von 3 Jahren bis zur Jahreshauptversammlung der Aktionäre 2014 in den Aufsichtsrat von Ageas gewählt. Die Kandidatur von Ronny Bruckner erfolgte auf Vorschlag von Cresida Investments, Aktionär mit einer Kapitalbeteiligung von mindestens 1 %.

## Karitative Tätigkeiten

### Poland for Europe
Von 1996 bis 2000 war Ronny Bruckner nach der Gründung der gemeinnützigen Organisation Poland for Europe als Vorsitzender dieses Vereins tätig, um den EU-Beitritt von Polen durch die Entwicklung und durch ein besseres Verständnis der polnischen Kultur und Kunst in Europa zu fördern. Zum Ehrenausschuss von Poland for Europe zählten Persönlichkeiten wie u. a.:
- Aleksander Kwasniewski  als Ehrenvorsitzender (Präsident von Polen, 1995 bis 2005)
- Jacques Delors (ehemaliger Präsident der EU-Kommission)
- Felipe González  (Ex-Premierminister von Spanien)
- Wilfried Martens  (Ex-Premierminister von Belgien)
- Mário Soares  (Ex-Premierminister von Portugal)
- Hans-Dietrich Genscher (Ex-Außenminister von Deutschland)
- Stuart Eizenstat (ehemaliger US-amerikanischer Botschafter der Europäischen Union)

Nach dem EU-Beitritt von Polen wurde der Verein Poland for Europe 2000 aufgelöst.

### PlaNet Finance
Seit der Gründung von PlaNet Finance 1998 durch Jacques Attali ist Ronny Bruckner als Vorsitzender des Aufsichtsrats dieser internationalen gemeinnützigen Organisation tätig, die mit der Entwicklung der Mikrofinanzierung gegen die Armut kämpft. Zum Ehrenausschuss von PlaNet Finance zählen Persönlichkeiten wie u. a.:
- Edouard Balladur  (Ex-Premierminister von Frankreich)
- Muhammad Yunus (Gründer der Grameen Bank / Grameen-Gruppe  und Friedensnobelpreisträger)
- Boutros Boutros-Ghali  (ehemaliger UNO-Generalsekretär)
- Jacques Delors (ehemaliger Präsident der EU-Kommission)
- Shimon Peres (Präsident des Staates Israel und Friedensnobelpreisträger 1994)
- Michel Rocard (Ex-Premierminister von Frankreich)

## Kunst
Ronny Bruckner war Mitglied des Freundeskomitees von Musica Mundi, einem Kammermusikkurs und -festival, das sich zum Ziel gesetzt hat, begabte Jungen und Mädchen im Alter von 10 bis 18 Jahren durch Musikkurse zu fördern und ihnen die Möglichkeit zu bieten, mit Künstlern zusammenzutreffen, die sich in der Musikwelt bereits einen Namen gemacht haben. Musica Mundi organisiert internationale Kammermusikfestivals. Ronny Bruckner war ebenfalls Mitglied und Partner des „Festival de Musique de Menton“ in Frankreich, das dieses Jahr zum 62. Mal veranstaltet wird.